# Arabia Saudita en la Copa Mundial de Fútbol Sub-20 de 2011
La Selección de Arabia Saudita será uno de los 24 equipos participantes en la Copa Mundial de Fútbol Sub-20 de 2011, torneo que se llevará a cabo entre el 29 y el 20 de agosto de 2011 en Colombia.
En el sorteo realizado el 27 de abril en Cartagena de Indias la Selección de Arabia Saudita quedó emparejada en el Grupo D junto con Croacia, con quien debutará Guatemala y Nigeria.

## Fase de grupos

### Tabla de posiciones
| Equipo         | Pts | PJ | PG | PE | PP | GF | GC | Dif |
| -------------- | --- | -- | -- | -- | -- | -- | -- | --- |
| Nigeria        | 9   | 3  | 3  | 0  | 0  | 12 | 2  | 10  |
| Arabia Saudita | 6   | 3  | 2  | 0  | 1  | 8  | 2  | 6   |
| Guatemala      | 3   | 3  | 1  | 0  | 2  | 1  | 11 | -10 |
| Croacia        | 0   | 3  | 0  | 0  | 3  | 2  | 8  | -6  |

## Partidos
| 31 de julio de 2011, 18:00 | Croacia | 0:2 (0:0) | Arabia Saudita                 | Estadio Centenario, Armenia                                                  |                                                                              |
|                            |         | Reporte   | Al-Fahmi 54' · Al-Muwallad 69' | Asistencia: 9.183 espectadores Árbitro(s): Noumandiez Doue (Costa de Marfil) | Asistencia: 9.183 espectadores Árbitro(s): Noumandiez Doue (Costa de Marfil) |

| 3 de agosto de 2011, 17:00 | Arabia Saudita                                                                                | 6:0 (2:0) | Guatemala | Estadio Centenario, Armenia                                         |                                                                     |
|                            | Dagriri 17' · Al-Fahmi 27' · Al-Fatil 58' · Al-Shahrani 66' · Al-Ibrahim 83' · Al-Dawsari 89' | Reporte   |           | Asistencia: 8.415 espectadores Árbitro(s): William Collum (Escocia) | Asistencia: 8.415 espectadores Árbitro(s): William Collum (Escocia) |

| 6 de agosto de 2011, 20:00 | Arabia Saudita | 0:2 (0:1) | Nigeria                 | Estadio Hernán Ramírez Villegas, Pereira                                 |                                                                          |
|                            |                | Reporte   | Musa 45+2' · Kayode 85' | Asistencia: 13.710 espectadores Árbitro(s): Hernando Buitrago (Colombia) | Asistencia: 13.710 espectadores Árbitro(s): Hernando Buitrago (Colombia) |

### Octavos de final
| 10 de agosto de 2011, 20:00 | Brasil                                      | 3:0 (0:0) | Arabia Saudita | Estadio Metropolitano Roberto Meléndez, Barranquilla             |                                                                  |
|                             | Henrique 46' · Gabriel Silva 69' · Dudu 86' |           |                | Asistencia: 36.269 espectadores Árbitro(s): István Vad (Hungría) | Asistencia: 36.269 espectadores Árbitro(s): István Vad (Hungría) |